# NGC 2234
NGC 2234 è un ammasso aperto nella costellazione dei Gemelli. Si trova a 5300 anni luce.

## Scoperta
L'ammasso è stato scoperto il 19 febbraio 1785 da William Herschel.